# Werner Mezger

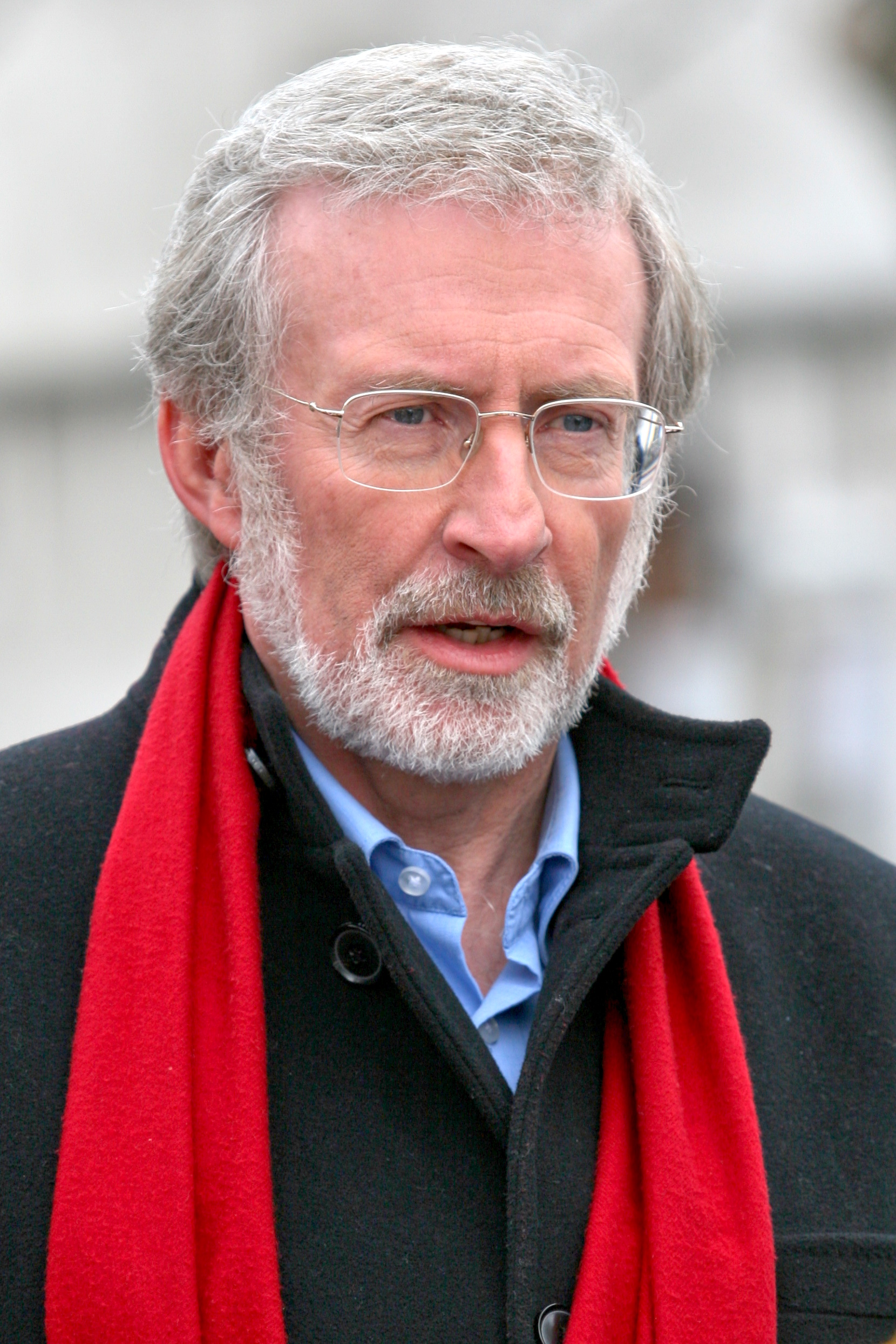
Werner Mezger

Werner Mezger (* 10. Juni 1951 in Rottweil) ist ein deutscher Germanist und Volkskundler.

## Leben
Mezger studierte nach dem Abitur am Rottweiler Albertus-Magnus-Gymnasium Germanistik, Geschichte und Empirische Kulturwissenschaft an der Eberhard Karls Universität Tübingen. 1975 legte er das Staatsexamen ab und wurde  im selben Jahr promoviert. Von 1977 bis 1996 arbeitete er im gymnasialen Schuldienst, parallel lehrte er regelmäßig Volkskunde an der Universität Freiburg. 
Mezger habilitierte sich 1989 mit einer Schrift zur Narrenidee und zum Fasnachtsbrauch. Von 1996 bis 2019 war Mezger Professor für Volkskunde in Freiburg im Breisgau, bis 2021 Direktor des dortigen Instituts für Volkskunde der Deutschen des östlichen Europa (IVDE) (früher Johannes-Künzig-Institut für ostdeutsche Volkskunde). 2001 lehnte Mezger einen Ruf auf den Lehrstuhl für Volkskunde an der Universität Bonn ab.
Mezger war verheiratet, ist aber mittlerweile geschieden und hat zwei Kinder.
Seit 2005 ist Mezger Mitglied im Kuratorium der Deutschen Kinderkrebsnachsorge – Stiftung für das chronisch kranke Kind in Villingen-Schwenningen, die sich für schwerkranke Kinder und deren Familien einsetzt.

## Arbeiten über die Fasnacht
Mezger veröffentlichte zahlreiche Arbeiten zur Volkskunde mit Schwerpunkt auf die schwäbisch-alemannische Fastnacht. Hierzu zählen neben wissenschaftlichen Arbeiten auch Rundfunk- und Fernsehsendungen über volks- und landeskundliche Themen. Seit 1992 ist er regelmäßiger Kommentator der Live-Übertragungen des Südwestrundfunks (SWR) aus der Fasnet. Er ist auch Autor des Normen-Codex der VSAN für die Zugehörigkeit der schwäbisch-alemannischen Fastnacht zur nationalen Liste des immateriellen Kulturerbes. Mezgers Veröffentlichungen zur Geschichte der Fasnet stellen, ähnlich wie die Dietz-Rüdiger Mosers, die Fastnacht als Fest im Ablauf des Kirchenjahrs ausdrücklich in eine christliche Tradition. Während Moser jedoch davon ausgeht, dass die Fastnachtsbräuche von der Kirche geradezu mit Absicht eingeführt wurden, sieht Mezger in der frühen Fastnacht eher aufgrund der Fastenvorschriften entstandene wirtschaftliche Notwendigkeiten, die mit harmlosen Belustigungen einhergingen, die mit der Zeit dann theologisch aufgeladen wurden. Mezgers und Mosers Arbeiten ist gemein, dass sie die völkisch geprägte frühere Fastnachtsforschung etwa von Hermann Eris Busse und Wilhelm Kutter überwinden und die christliche bzw. katholische Komponente betonen. Der „Narr“ als Figur der Fastnacht und seine Gestaltung mit den üblichen Narrenattributen geht Mezger zufolge auf mittelalterliche Illustrationen des Psalms 52 zurück.

## Auszeichnungen
- 1990: Kulturpreis der deutschen Fastnacht
- 2000: Verdienstmedaille des Landes Baden-Württemberg
- 2001: Bodensee-Literaturpreis der Stadt Überlingen
- 2014: Bundesverdienstkreuz am Bande
- 2019: „Gesicht Europas“ – Landesvertretung Baden-Württemberg in Brüssel

## Veröffentlichungen
- Schlager. Versuch einer Gesamtdarstellung unter besonderer Berücksichtigung des Musikmarktes der Bundesrepublik Deutschland. Tübinger Vereinigung für Volkskunde, Tübingen 1975.
- Hofnarren im Mittelalter. Vom tieferen Sinn eines seltsamen Amts. Universitätsverlag, Konstanz 1981, ISBN 3-87940-186-1.
- Narretei und Tradition. Die Rottweiler Fasnet. Theiss, Stuttgart 1984, ISBN 978-3-8062-0378-3.
- Narrenidee und Fasnachtsbrauch. Studien zum Fortleben des Mittelalters in der europäischen Festkultur. Habilitationsschrift. Universitätsverlag, Konstanz 1991, ISBN 978-3-87940-374-5.
- Sankt Nikolaus zwischen Kult und Klamauk. Zur Entstehung, Entwicklung und Veränderung der Brauchformen um einen populären Heiligen. Schwabenverlag, Ostfildern 1993, ISBN 978-3-7966-0723-3.
- Die Bräuche der Abiturienten. Vom Kartengruß zum Supergag. Ein Beitrag zur Schülervolkskunde. Universitätsverlag, Konstanz 1994, ISBN 978-3-87940-438-4.
- Fasnet in Rottweil. Geschichte und Gegenwart eines Brauchs. Theiss, Stuttgart 1996, ISBN 3-8062-1220-1.
- Das große Buch der schwäbisch-alemannischen Fasnet. Ursprünge, Entwicklungen und Erscheinungsformen organisierter Narretei in Südwestdeutschland. Theiss, Stuttgart 1999, ISBN 978-3-8062-1221-1.
- Das Große Buch der Rottweiler Fastnacht. Dold, Vöhrenbach 2004, ISBN 978-3-927677-50-0.
- Schwäbisch-alemannische Fastnacht. Theiss, Stuttgart 2015, ISBN 3-8062-2947-3.